# Championnat de France de rugby à XIII 1968-1969
Navigation
Édition précédente Édition suivante
Le Championnat de France de rugby à XIII 1968-1969 oppose pour la saison 1968-1969 les meilleures équipes françaises de rugby à XIII au nombre de seize.

## Liste des équipes en compétition
| Albi Avignon Bordeaux-Facture Carcassonne Carpentras Cavaillon Lézignan Limoux Marseille Montpellier XIII Catalan Saint-Estève Saint-Gaudens Toulouse Villefranche Villeneuve |

Seize équipes participent au championnat de France de première division. Les seize mêmes équipes que la saison précédentes.

## Déroulement de la compétition

### Classement de la première phase
| Rang | Nom                | Points | Matchs |
| ---- | ------------------ | ------ | ------ |
| 1    | Villeneuve-sur-Lot | 34     | 14     |
| 2    | Carcassonne        | 34     | 14     |
| 3    | Saint-Estève       | 33     | 14     |
| 4    | Saint-Gaudens      | 31     | 14     |
| 5    | Bordeaux-Facture   | 24     | 14     |
| 6    | Albi               | 24     | 14     |
| 7    | Villefranche       | 22     | 14     |
| 8    | Toulouse           | 21     | 14     |

| Rang | Nom          | Points | Matchs |
| ---- | ------------ | ------ | ------ |
| 1    | Cavaillon    | 35     | 14     |
| 2    | Limoux       | 34     | 14     |
| 3    | XIII Catalan | 34     | 14     |
| 4    | Marseille    | 32     | 14     |
| 5    | Lézignan     | 30     | 14     |
| 6    | Avignon      | 26     | 14     |
| 7    | Montpellier  | 19     | 14     |
| 8    | Carpentras   | 13     | 14     |

|  | Qualifié pour le groupe I  |
|  | Qualifié pour le groupe II |

### Classement de la deuxième phase
| Rang | Nom                | Points | Matchs |
| ---- | ------------------ | ------ | ------ |
| 1    | Limoux             | 54     | 22     |
| 2    | Cavaillon          | 52     | 22     |
| 3    | Saint-Gaudens      | 51     | 22     |
| 4    | XIII Catalan       | 50     | 22     |
| 5    | Carcassonne        | 49     | 22     |
| 6    | Saint-Estève       | 47     | 22     |
| 7    | Marseille          | 46     | 22     |
| 8    | Villeneuve-sur-Lot | 46     | 22     |

| Rang | Nom              | Points | Matchs |
| ---- | ---------------- | ------ | ------ |
| 1    | Lézignan         | 47     | 22     |
| 2    | Avignon          | 43     | 22     |
| 3    | Toulouse         | 42     | 22     |
| 4    | Albi             | 42     | 22     |
| 5    | Villefranche     | 41     | 22     |
| 6    | Bordeaux-Facture | 40     | 22     |
| 7    | Carpentras       | 25     | 22     |
| 8    | Montpellier      | 22     | 21     |

|  | Qualifié pour les quarts-de-finale              |
|  | Qualifié pour les barrages des quarts-de-finale |

## Barrages  pour les quarts de finale
| le 5 avril 1969 | Carcassonne | 17 - 3 | Albi | Toulouse |
| le 5 avril 1969 |             |        |      | Toulouse |
| le 5 avril 1969 |             |        |      | Toulouse |

| le 6 avril 1969 | Lézignan | 12 - 2 | Toulouse |  |
| le 6 avril 1969 |          |        |          |  |
| le 6 avril 1969 |          |        |          |  |

| le 6 avril 1969 | Saint-Estève | - | Avignon |  |
| le 6 avril 1969 |              |   |         |  |
| le 6 avril 1969 |              |   |         |  |

| le 6 avril 1969 | Villeneuve-sur-Lot | - | Marseille |  |
| le 6 avril 1969 |                    |   |           |  |
| le 6 avril 1969 |                    |   |           |  |

## Phase finale
|  | Barrages                              | Barrages                   |               |    | Demi-finales                | Demi-finales                |  |  | Finale                    | Finale                    |
|  | Barrages                              | Barrages                   |               |    | Demi-finales                | Demi-finales                |  |  | Finale                    | Finale                    |
|  |                                       |                            |               |    |                             |                             |  |  |                           |                           |
|  | le 20 avril 1969                      | le 20 avril 1969           |               |    | le 4 mai 1969 à Carcassonne | le 4 mai 1969 à Carcassonne |  |  | Le 25 mai 1969 à Toulouse | Le 25 mai 1969 à Toulouse |
|  | le 20 avril 1969                      | le 20 avril 1969           |               |    | le 4 mai 1969 à Carcassonne | le 4 mai 1969 à Carcassonne |  |  | Le 25 mai 1969 à Toulouse | Le 25 mai 1969 à Toulouse |
|  | XIII Catalan                          | 9                          |               |    | le 4 mai 1969 à Carcassonne | le 4 mai 1969 à Carcassonne |  |  | Le 25 mai 1969 à Toulouse | Le 25 mai 1969 à Toulouse |
|  | XIII Catalan                          | 9                          |               |    | le 4 mai 1969 à Carcassonne | le 4 mai 1969 à Carcassonne |  |  | Le 25 mai 1969 à Toulouse | Le 25 mai 1969 à Toulouse |
|  | Carcassonne                           | 6                          |               |    | le 4 mai 1969 à Carcassonne | le 4 mai 1969 à Carcassonne |  |  | Le 25 mai 1969 à Toulouse | Le 25 mai 1969 à Toulouse |
|  | Carcassonne                           | 6                          | XIII Catalan  | 10 |                             |                             |  |  | Le 25 mai 1969 à Toulouse | Le 25 mai 1969 à Toulouse |
|  | le 20 avril 1969 à Toulouse           |                            | XIII Catalan  | 10 |                             |                             |  |  | Le 25 mai 1969 à Toulouse | Le 25 mai 1969 à Toulouse |
|  |                                       | Limoux                     | 8             |    |                             |                             |  |  | Le 25 mai 1969 à Toulouse | Le 25 mai 1969 à Toulouse |
|  | Limoux                                | Limoux                     | 8             | 11 |                             |                             |  |  | Le 25 mai 1969 à Toulouse | Le 25 mai 1969 à Toulouse |
|  | Limoux                                |                            |               | 11 |                             |                             |  |  | Le 25 mai 1969 à Toulouse | Le 25 mai 1969 à Toulouse |
|  | Villeneuve-sur-Lot                    | 2                          |               |    |                             |                             |  |  | Le 25 mai 1969 à Toulouse | Le 25 mai 1969 à Toulouse |
|  | Villeneuve-sur-Lot                    | 2                          | XIII Catalan  | 12 |                             |                             |  |  |                           |                           |
|  | le 20 avril 1969 à Villeneuve-sur-Lot |                            | XIII Catalan  | 12 |                             |                             |  |  |                           |                           |
|  |                                       | Saint-Gaudens              | 11            |    |                             |                             |  |  |                           |                           |
|  | Saint-Gaudens                         | Saint-Gaudens              | 11            | 22 |                             |                             |  |  |                           |                           |
|  | Saint-Gaudens                         | le 1er mai 1969 à Toulouse |               | 22 |                             |                             |  |  |                           |                           |
|  | Lézignan                              | 4                          |               |    |                             |                             |  |  |                           |                           |
|  | Lézignan                              | 4                          | Saint-Gaudens |    |                             |                             |  |  |                           |                           |
|  | le 20 avril 1969 à Cavaillon          |                            |               |    |                             |                             |  |  |                           |                           |
|  |                                       | Cavaillon                  |               |    |                             |                             |  |  |                           |                           |
|  | Cavaillon                             | 9                          |               |    |                             |                             |  |  |                           |                           |
|  | Cavaillon                             | 9                          |               |    |                             |                             |  |  |                           |                           |
|  | Avignon                               | 5                          |               |    |                             |                             |  |  |                           |                           |
|  | Avignon                               | 5                          |               |    |                             |                             |  |  |                           |                           |

### Finale - 25 mai 1969
(mt : -)
Homme du match :
Points marqués :
- XIII Catalan: 2 essais de Capdouze (36e) et Clerc (54e) ; 1 transformation de Capdouze ; 1 pénalité de Penaranda (63e), 1 drop de Capdouze (44e)
- Saint-Gaudens: 3 essais de Molinier (21e et 26e) et Marsolan (58e) ; 1 transformation de Pujol.

Évolution du score : 
Arbitre : M. Martung
Spectateurs : 8 326
Recette : 97 000 francs
Composition des équipes :
- XIII Catalan: Michel Charcos - Guy Bruzy, Michel Penaranda, Claude Mantoulan, Michan - Jean Capdouze, André Clerc - Jacques Cabero, Raymond Rebujent, Francis Mas, Michel Bardes, Pierre Zamora, Michel Ollet - Entraîneur : René Peytavy
- Saint-Gaudens: Gilbert Pujol - Serge Marsolan, Michel Molinier, Jean Cabrol, Robert Séville - Marcel Péré, Roger Garrigue - Charles (puis Guy Lavigne), Joseph Raufast (puis Christian Saint-Sernin), Henri Marracq, Victor Serrano, Roger Biffi, René Zaccariotto - Entraîneur : Jep Lacoste

## Effectifs des équipes présentes
| XIII Catalan       | Michel Bardes Guy Bruzy Jacques Cabero Jean Capdouze Michel Charcos André Clerc Courty Pierre Hors Alain Humbert Claude Mantoulan Francis Mas Michan Michel Ollet Michel Penaranda Benjamin Prades Raymond Rebujent Roge Pierre Saboureau Pierre Zamora Entraîneur : René Peytavy   | Saint-Gaudens    | Roger Biffi Jean Cabrol Charles Clerc Christian Fages Roger Garrigue Guy Lavigne Jean-Pierre Lecompte Henri Marracq Serge Marsolan Michel Molinier Marcel Péré Gilbert Pujol Joseph Raufast Christian Saint-Sernin Victor Serrano Robert Séville René Zaccariotto Entraîneur : Jep Lacoste |
| Villeneuve-sur-Lot | Jacky Aiguillon Jean-Pierre Clar Christian Clar Gérard Crémoux Dadalt Damini Daurios Désiré Jean-Claude Duffau Simon Gervaud (o) Jacques Gruppi Jean-Claude Lauga Laurarunco Jean-Pierre Magagnin Novaes Daniel Pellerin Christian Sabatié Sort Van Kwyck Entraîneur : Ovide Nogaro | Limoux           | Guy Andrieu Christian Belinguier René Belli René Bonnafous Louis Bonnery Joseph Guiraud Francis de Nadaï Jean-Christophe Vergeynst |
| Carcassonne        | Adolphe Alésina Victor Buttignol Jean Barthe Cantarutti Henri Castel René Castel Roger Coquand Pierre Escourrou Figuères Jacques Franck Piccolo Guy Ribot Raymond Toujas | Bordeaux-Facture | Jean-Marie Armand D. Barblade André Carrère J-C. Boussières Boussières II Dieu Etcheberry Ferré Roger Garnung Gasparotto Jacquenaud Philippe Labache J. Lalanne Gérard Lô Bernard Paradelle Jacques Sarramona Secrétin                                                                     |
| Toulouse           | Agriffoui Georges Aillères René Arné Auriol Yves Bégou Bonneval Carsaladen Delonca Ferron Larazet Roger Llanas Marquet Guy Rouja Pierre Surre Vergé | Saint-Estève     | Georges Bonnet José Calle |
| Albi               | Andoque Assalit Bellot Floréal Bonet Bensoussan Cribaillet Jean-Claude Cros Daniel Fédou J-C. Fédou Georges Llorcat Manuel Christian Pailhous Pierre Pailhous Entraîneur : Georges Fages                                                                                            | Avignon          | Aymé Aimé Barcelli Patrick Carias François Curtat P. Curtat Eric André Ferren Guigou Louis Pamard Claude Rouqueirol J-P. Roux Jean-Marie de Souza |
| Cavaillon          | Calabrèse Yves Chabert Couston Pierre Crouzet Frassi Marius Frattini Grand Grolière Nicolet Serge Pialat Rolland Sagnard Toussaint André Vadon | Lézignan         | Richard Alonso Jacques Casty André Fabry Pierre Lacaze Guy Madaule Michel Maïque Jean-Claude Marty Hervé Mazard Patrick Mazard Rougé Solier |
| Marseille          | Brun Lucius Antoine Montcel Bernard Catrevault Jean-René Ledru Francis Rossi Gérard Savonne Says Entraîneur : Jean Dop | Montpellier      | Appolis Astric Avazeri Candela Cazalet Bernard Fabre Guiral Hugon Jarzyck Plana Santamaria Sarris Jacques Viguier |
| Carpentras         | Jacques Rouqueirol Albert Barbier Bertone Bottani Chapelain Cipola Chirol Gardiol Girard Denis Kerbrat Sarda Vaux |                  | |